# Glismut
Glismut (prima del 906 – 26 aprile 924) fu la moglie di Corrado il Vecchio della stirpe dei Corradinidi. Essa ebbe quattro figli con lui, incluso il re Corrado I di Franconia.

## Biografia
Non ci sono fonti sulle origini di Glismut e questo argomento è disputato dai ricercatori. L'affermazione che Glismut fosse una figlia illegittima dell'Imperatore Arnolfo (e di conseguenza Corrado I discendeva dagli ultimi Carolingi) fu confutata da Johann Martin Kremer già nel 1779, ma è tutt'oggi in voga. Secondo una voce del necrologio dell'abbazia di Remiremont, il nome della madre di Glismut era "Amulred": questa potrebbe essere una figlia del dux Ecberto di Sassonia. La discendenza di Glismut in via materna dagli Ecbertini potrebbe essere provata da Donald C. Jackman (2006).
Nel 1872 Friedrich Stein dimostrò che Oda, la moglie dell'imperatore Arnolfo, non era una sorella di Corrado il Vecchio, e suppose che il padre di questa fosse il marchese di Neustria Berengario o l'arcivescovo di Treviri Bertoldo, due fratelli e zii di Corrado della stirpe dei Corradinidi. Questa ipotesi è ancora ampiamente accettata oggi. Sullo sfondo delle ipotesi in direzione dei Corradinidi sono le denominazioni propinquus Ludovici e nepos amabilis, che vengono dati ai figli di Corrado il Vecchio in relazione al re Ludovico il Fanciullo.
Jackman vede queste denominazioni, soprattutto con l'aggiunta amabilis, come un'indicazione di un rapporto molto più stretto di quanto indicato da Stein e Hlawitschka, ma non sul lato paterno, ma materno: egli giunge alla conclusione che la regina Oda, madre del re Ludovico il Fanciullo, e Glismut, madre del re Corrado, erano sorelle. Da ciò conclude che né Berengario né Bertoldo erano il padre di Oda e che questa non doveva appartenere alla stirpe dei Corradinidi. Una conseguenza della sua ipotesi è che il re Corrado I, come suo cugino di primo grado, fosse il parente di sangue più vicino a Ludovico, il che, secondo Jackman, giocò un ruolo decisivo nell'elezione di Corrado nel 911.

## Famiglia e figli
Si conoscono quattro figli di Corrado e Glismut:
- Corrado il Giovane († 918), dal 910 duca di Franconia, dal 911 re dei Franchi Orientali;
- Eberardo († 939), duca di Franconia dopo il fratello Corrado;
- Ottone († dopo il 918), dal 904 conte in Ruhrgau, dal 912 conte nel Lahngau;
- una figlia dal nome sconosciuto ∞ Burcardo.